# Occidodiaptomus maroccanus
Occidodiaptomus maroccanus is een eenoogkreeftjessoort uit de familie van de Diaptomidae. De wetenschappelijke naam van de soort is voor het eerst geldig gepubliceerd in 1955 door Kiefer.